# Prvenstvo Hrvatske u ragbiju 2004./05.
Prvenstvo Hrvatske u ragbiju u sezoni 2004/05.
Sudionici su bili splitska RK Nada, zagrebački Zagreb i Mladost, makarska Makarska rivijera i sisački ragbi klub Sisak.

## Poredak
```
Pl Klub          Ut Pb  N Pz  Ps  Pr  Bod
1. 
Nada
           8  8  0  0 456: 41   24
2. Zagreb         8  6  0  2 271:129   20
3. Mladost        8  3  0  5 181:216   14
4. Ma. rivijera   8  2  0  6 116:209   12
5. Sisak          8  1  0  7  58:487    6 (-3)
```

Prvak je splitska Nada.